# Geschlossene Volkswirtschaft
Die geschlossene Volkswirtschaft ist in der Makroökonomie ein Modell, bei dem der Wirtschaftskreislauf ohne Beteiligung des Auslands stattfindet. Gegensatz ist die offene Volkswirtschaft.

## Allgemeines
Eine Volkswirtschaft, die keine Beziehungen zum Ausland hat, nennt man geschlossene Volkswirtschaft. In dieser stehen nur die inländischen Wirtschaftssubjekte (Unternehmen, Privathaushalte und der Staat) zueinander in Beziehung, wobei es auch Modelle gibt, eine geschlossene Volkswirtschaft ohne Staat (Bund, Länder, Gemeinden, Gemeindeverbände und Sozialversicherungen) zu analysieren.
Theorien entstehen in den Wirtschaftswissenschaften allgemein dadurch, dass Annahmen gemacht werden, unter denen ein Modell analysiert wird. Will man beispielsweise eine Geldtheorie aufstellen, so macht es zunächst Sinn, sämtliche aus dem Ausland stammenden oder in das Ausland führenden Zahlungsströme auszuklammern. Im Wege der abnehmenden Abstraktion kann dann auf diese Annahme verzichtet werden, wodurch sich das Modell der Wirklichkeit nähert.
Der Außenhandel und die Globalisierung führen dazu, dass eine Volkswirtschaft Handelsbeziehungen (Güterströme durch Exporte und Importe) und Finanzbeziehungen (Geldströme durch Interbankenhandel und internationalen Kreditverkehr) mit dem Ausland pflegt und daraus resultierend auch Zahlungsausgänge und Zahlungseingänge gegenüber dem oder aus dem Ausland vorkommen. Eine aus der geschlossenen Volkswirtschaft resultierende Autarkie einzelner Staaten gibt es nicht mehr. Deshalb ist eine geschlossene Volkswirtschaft in der Wirklichkeit nicht vorzufinden, sondern Erkenntnisobjekt der Wirtschaftstheorie.

## Grundlagen
In einer geschlossenen Volkswirtschaft entspricht das (nationale) Sparen {\displaystyle S} den Investitionen {\displaystyle I}:
{\displaystyle S=I}.
Das Sparen ist derjenige Anteil an der Produktion ({\displaystyle Y}), der nicht durch den Konsum der Unternehmen ({\displaystyle U}), privaten ({\displaystyle C}) und öffentlichen Haushalte ({\displaystyle G}) aufgebraucht wird:
{\displaystyle S=Y-U-C-G}.
In einer offenen Volkswirtschaft dagegen wird der Faktor „Ausland“ durch Gegenüberstellung der Exporte ({\displaystyle EX}) mit den Importen ({\displaystyle IM}) als Saldo ({\displaystyle NX}) errechnet, so dass folgende Nationaleinkommensidentität besteht:
{\displaystyle S=I+NX}.
Für alle Wirtschaftssubjekte einer geschlossenen Volkswirtschaft gilt stets, dass das Geldvermögen „Null“ ist, weil jeder Forderung eines Wirtschaftssubjekts eine Verbindlichkeit in gleicher Höhe bei einem anderen Wirtschaftssubjekt gegenüber steht. Daher entspricht das Reinvermögen (Volksvermögen) dem Sachvermögen. In einer offenen Volkswirtschaft dagegen entstehen Forderungen von Inländern an Ausländern ({\displaystyle F_{A}}) und Verbindlichkeiten von Inländern gegenüber Ausländern ({\displaystyle V_{A}}). Da die Forderungen und Verbindlichkeiten der Inländer untereinander gleich groß sind, gilt für das Geldvermögen einer offenen Volkswirtschaft ({\displaystyle GV_{A}}):
{\displaystyle GV_{A}=F_{A}-V_{A}}.
Das Geldvermögen einer offenen Volkswirtschaft wird deshalb Auslandsposition genannt. Das Reinvermögen einer offenen Volkswirtschaft errechnet sich mithin aus dem Sachvermögen und der Auslandsposition.

## Globalwirtschaftliche Aspekte
Wird die gesamte Welt als eine gemeinsame Volkswirtschaft begriffen (Weltwirtschaft), so wie das für die Berechnung des Weltwirtschaftswachstums praktiziert wird, liegt zwingend eine echte geschlossene Volkswirtschaft – als Weltmarkt – vor. Diese weltwirtschaftliche Betrachtung ist der größtmögliche Aggregationsgrad. Da die Weltmarktintegration unvollständig ist, gibt es keinen wirklichen einheitlichen Weltmarkt und keine echten  „Weltmarktpreise“.
Der Welthandel wird durch Handelshemmnisse, Boykotte oder vereinzelte Autarkiebestrebungen bedroht, so dass international teilweise eine latente Neigung zu geschlossenen Volkswirtschaften besteht. Gerade Industriestaaten setzen auf einen hohen Selbstversorgungsgrad (etwa bei Agrarprodukten oder Energieträgern) und hohen Versorgungsgrad, die tendenziell Importe reduzieren und Exporte schwächen. Hierdurch soll die (monostrukturelle) Abhängigkeit vom Ausland reduziert werden wie die Lieferengpässe während der COVID-19-Pandemie gezeigt haben.   
Die internationalen Verflechtungen der Devisen-, Geld-, Güter-, Kapital- und Kreditmärkte sind derart intensiv, dass die anfänglich lokalen Finanzkrisen (Unternehmenskrisen, Bankenkrisen) über Contagion-Effekte auf die Volkswirtschaft anderer Staaten übergreifen und dort zu wirtschaftlichen Schocks führen können.

## Gesamtwirtschaftliches Gleichgewicht
Das AS-AD-Modell zeigt das Gleichgewicht in der geschlossenen Volkswirtschaft.
Das gesamtwirtschaftliche Gleichgewicht wird durch die Beziehung von aggregierter Angebotsfunktion (AS), welche die Gleichgewichtsbedingung auf dem Arbeitsmarkt abbildet und der aggregierten Nachfragefunktion (AD), welche die Gleichgewichtsbedingung im Güter- und Geldmarkt darstellt, erreicht.
AS-Funktion
{\displaystyle P=P^{e}(1+\mu )F\left(1-{\frac {Y}{L}},z\right)},
AD-Funktion
{\displaystyle Y=\left({\frac {M}{P}},G,T\right)}.
Das gesamtwirtschaftliche Gleichgewicht, welches diese beiden Funktionen bestimmen, kann auf kurze oder mittlere Frist betrachtet werden.